# Paraula fantasma
Una paraula fantasma és una paraula publicada en un diccionari o en una obra de referència semblantment autoritzada, tot i que anteriorment no havia tingut cap significat ni s'havia utilitzat de manera intencionada. Una paraula fantasma generalment prové d'un error tipogràfic o lingüístic, considerada com una paraula desconeguda pels lectors.
Un cop publicada amb autoritat, una paraula fantasma de tant en tant es pot copiar àmpliament i entrar en un ús legítim, o eventualment pot ser eliminada per lexicògrafs més exigents.
Un dels exemples més famosos de mot fantasma en català és tocom.